# میکا (بازیکن فوتبال، زاده ۱۹۹۳)
میکا (انگلیسی: Mika؛ زادهٔ ۱۸ مارس ۱۹۹۳) بازیکن فوتبال اهل اسپانیا است.
از باشگاه‌هایی که در آن بازی کرده‌است می‌توان به باشگاه فوتبال اوئسکا اشاره کرد.